# Claudia Diewald
Claudia Diewald (* 21. Juli 1961) ist eine deutsche Jägerin, Waldpädagogin und Buchautorin.

## Leben
Claudia Diewald wurde als Tochter eines Winzers an der Mosel geboren, wo sie heute noch lebt. Bis 2005 war sie als Bankangestellte tätig. Danach widmete sie ihr Leben gänzlich der Jagd. Durch viele Auslandsaufenthalte kulinarisch inspiriert, begann sie mit dem Schreiben von Kochbüchern. Außerdem schreibt sie Fachbeiträge zu den Themen „Jagd“ und „Kochen“ in deutschen Zeitungen und Magazinen. Im Juni 2015 landete sie mit der Kreation Mett-Torte einen Hype im Internet.
Im Jahr 2002 gründete sie die erste Jägerhotline Deutschlands im Namen des Landesjagdverbands Rheinland-Pfalz. In der Zeit von 2000 bis 2010 absolvierte sie verschiedene Auftritte in deutschen Kochshows. 2004 war sie Protagonistin in dem 3sat-Dokumentarfilm von Dietmar Noss Weiber im Revier. Im selben Jahr bekam sie einen Modelvertrag von Kettner Jagd.
2005 begann Jürgen Drews bei ihr die Jägerausbildung. 2005 wurde er ihr Trauzeuge.

## Veröffentlichungen (Auswahl)
- mit Regina Schneider: Total Wild. Köstliche Geschichten & Rezepte aus der modernen Wildküche. Verlag J. Neumann-Neudamm, Melsungen 2004, ISBN 3-7888-0910-8.
- mit Regina Schneider: Total wild grillen. Feurige Geschichten & das Beste vom Grill. Verlag J. Neumann-Neudamm, Melsungen 2005, ISBN 3-7888-1017-3.
- mit Michaela Rudnick: Schnappies. Das ultimative Hundebackbuch. Verlag J. Neumann-Neudamm, Melsungen, 2005, ISBN 3-7888-1031-9.
- mit Thomas Alexander Staisch: Schweinesonne. Verlag J. Neumann-Neudamm, Melsungen 2006, ISBN 3-7888-1060-2.
- mit Ingeborg Scholz: Quitten. Geschichte – Anbau – Köstlichkeiten. Verlag J. Neumann-Neudamm, Melsungen 2010, ISBN 978-3-7888-1285-0.
- mit Ingeborg Scholz: Nüsse. Herkunft, Arten, Köstlichkeiten. Verlag J. Neumann-Neudamm, Melsungen 2012, ISBN 978-3-7888-1537-0.
- Seife selbst gemacht. Verlag J. Neumann-Neudamm, Melsungen 2012, ISBN 978-3-7888-1442-7.
- mit Wolfgang Angsten: Brotbacken im Holzbackofen. Verlag J. Neumann-Neudamm, Melsungen 2012, ISBN 978-3-7888-1377-2.
- mit Michaela Rudnick: Holunder. Blüten und Beeren. Verlag J. Neumann-Neudamm, Melsungen 2013, ISBN 978-3788814397.
- Trockenfleisch selbst gemacht. Verlag J. Neumann-Neudamm, Melsungen 2013, ISBN 978-3-7888-1483-0.
- mit Michaela Rudnick: Weinkochbuch. Verlag J. Neumann-Neudamm, Melsungen 2013, ISBN 978-3-7888-1539-4.
- mit Michaela Rudnick: Burger, Würstchen & Co. Verlag J. Neumann-Neudamm, Melsungen 2013, ISBN 978-3-7888-1588-2.
- mit Michaela Rudnick: Senf selbst gemacht. Verlag J. Neumann-Neudamm, Melsungen 2013, ISBN 978-3-7888-1555-4.
- mit Michaela Rudnick: Rhabarber. Verlag J. Neumann-Neudamm, Melsungen 2013, ISBN 978-3-7888-1440-3.
- mit Michaela Rudnick: Rüben-Kochbuch. Verlag J. Neumann-Neudamm, Melsungen 2013, ISBN 978-3-7888-1541-7.
- mit Michaela Rudnick: Aroma-Essig selbst gemacht. Verlag J. Neumann-Neudamm, Melsungen 2013, ISBN 978-3-7888-1460-1.
- mit Michaela Rudnick: Hagebutten. Die besten Rezepte. Verlag J. Neumann-Neudamm, Melsungen 2013, ISBN 978-3-7888-1538-7.
- Knoblauch Kochbuch. Verlag J. Neumann-Neudamm, Melsungen 2015, ISBN 978-3-7888-1606-3.
- Sous Vide. Verlag J. Neumann-Neudamm, Melsungen 2015, ISBN 978-3-7888-1587-5.
- Bärlauch Kochbuch. Verlag J. Neumann-Neudamm, Melsungen 2016, ISBN 978-3-7888-1663-6.
- mit Wolfgang Angsten: Ich back dir den Hirsch. Verlag J. Neumann-Neudamm, Melsungen 2017, ISBN 978-3-7888-1510-3.
- Marmeladen Klassiker. Verlag J. Neumann-Neudamm, Melsungen 2019, ISBN 978-3-7888-1605-6.
- Easy Sous-Vide. Heel Verlag, Königswinter 2021, ISBN 978-3-96664-343-6.